# 卡勒维尔
卡勒维尔（法語：Calleville，法語發音：[kalvil]）是法国厄尔省的一个市镇，属于贝尔奈区。

## 地理
卡勒维尔（49°11'31"N, 0°45'27"E）面积8.57 平方千米，位于法国诺曼底大区厄尔省，该省份为法国北部内陆省份，北起滨海塞纳省，西接奧恩省和卡爾瓦多斯省，南至厄尔-卢瓦省，东临瓦兹省、瓦兹河谷省和伊夫林省。
与卡勒维尔接壤的市镇（或旧市镇、城区）包括：博罗贝尔、勒贝克埃卢安、布里奥讷、阿库尔、拉艾德卡勒维尔、拉讷维尔迪博斯克。

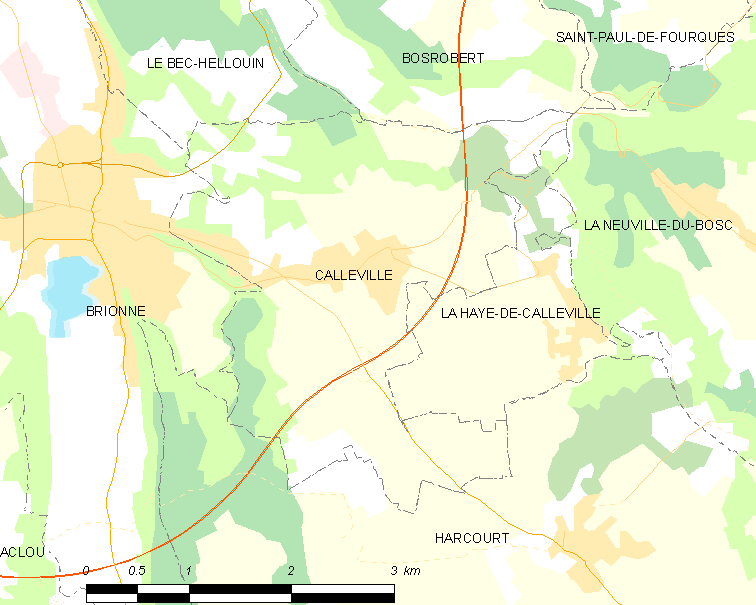
卡勒维尔的OSM定位图

卡勒维尔的时区为UTC+01:00、UTC+02:00（夏令时）。

## 行政
卡勒维尔的邮政编码为27800，INSEE市镇编码为27125。

## 政治
卡勒维尔所属的省级选区为布里奥讷县。

## 人口

1962-2008年间卡勒维尔人口变化图示

卡勒维尔于2022年1月1日时的人口数量为661人。